# Phyllophaga davisi
Phyllophaga davisi är en skalbaggsart som beskrevs av Wann Langston, Jr. 1927. Phyllophaga davisi ingår i släktet Phyllophaga och familjen Melolonthidae. Inga underarter finns listade i Catalogue of Life.